# Artur Oppman

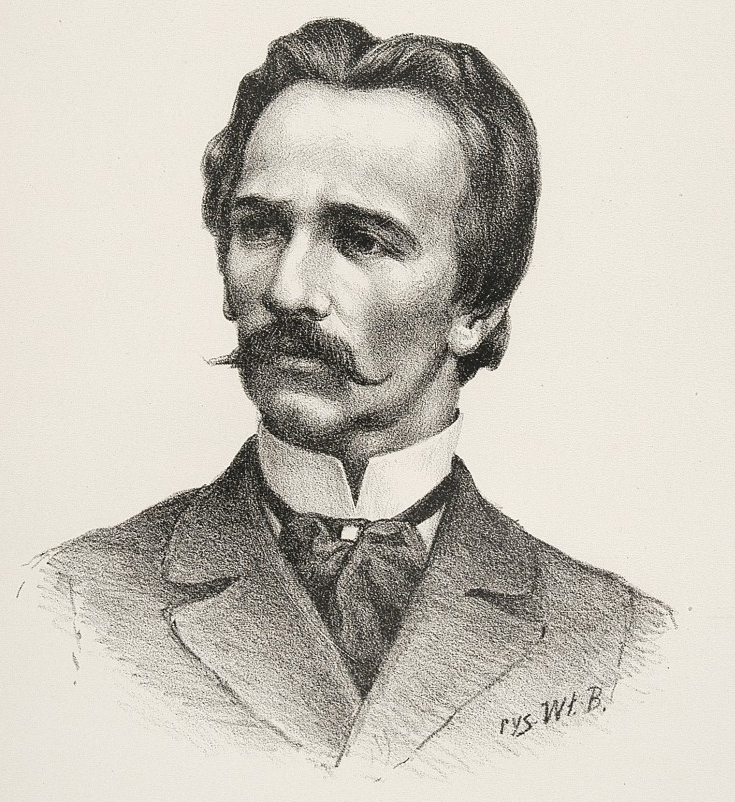
Artur Oppman

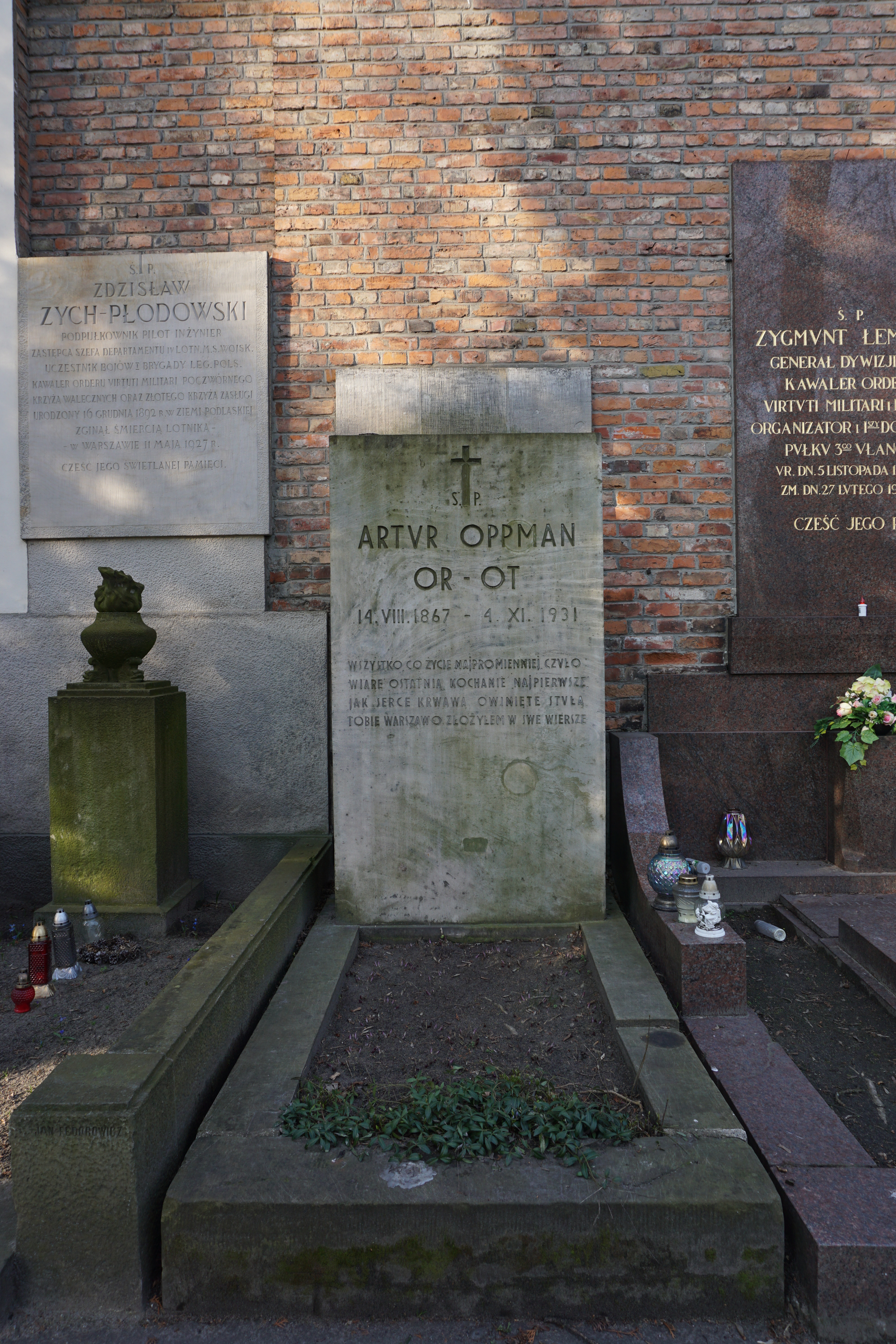
Grób Artura Oppmana na cmentarzu Powązkowskim

Artur Franciszek Michał Oppman, ps. Or-Ot (ur. 14 sierpnia 1867 w Warszawie, zm. 4 listopada 1931 tamże) – polski poeta okresu Młodej Polski, publicysta, varsavianista, w latach 1901–1905 redaktor tygodnika „Wędrowiec”, w latach 1918–1920 redaktor „Tygodnika Ilustrowanego”.

## Życiorys
Artur Franciszek Michał Oppman urodził się 14 sierpnia 1867 w Warszawie. Pochodził z niemieckiej rodziny mieszczańskiej, która w 1708 przybyła do Polski z Turyngii. Związki z Polską były w rodzinie bardzo silne: jego matka i babka były Polkami, dziadek brał udział w powstaniu listopadowym, ojciec w powstaniu styczniowym. Uczył się początkowo w II Gimnazjum w Warszawie, jednak zrażony silną rusyfikacją szkoły, po kilku latach przeniósł się do Szkoły Handlowej im. Leopolda Kronenberga w Warszawie. Tam podjął swoje pierwsze próby poetyckie. Z drukiem pierwszego wiersza wiąże się jego pseudonim literacki, gdyż zecer, składając do druku wiersz niewyraźnie podpisany przez autora dwiema pierwszymi literami imienia i nazwiska (Ar-Op), odczytał je jako Or-Ot. Młodzieńcze utwory poety były drukowane w „Kurierze Warszawskim”, „Wędrowcu” i „Kurierze Codziennym”, które promowały młode talenty. W latach 1883–1885 publikował swoje utwory również w „Tygodniku Ilustrowanym”, „Kłosach” i „Świcie”.
W latach 1890–1892 studiował filologię polską na Uniwersytecie Jagiellońskim. Interesował się szczególnie językiem i literaturą XVI w. Po zawarciu małżeństwa z Władysławą Trynkiewiczówną przerwał studia i wrócił do Warszawy. Często chodził na Stare Miasto, poznawał życie plebsu, jego zwyczaje, warszawskie legendy. W 1893 ukazał się zbiór wierszy Ze Starego Miasta, a w 1894 tomik Pieśni, pisany dla pokrzepienia serc. Uznaniem cieszyły się jego wiersze opisujące urok Starego Miasta. Jego wiersze były drukowane w „Biesiadzie Literackiej”, „Bluszczu”, „Kłosach”, „Tygodniku Mód i Powieści”, a także w „Wędrowcu” (którego redaktorem był w latach 1901–1905). Nadzwyczaj intensywne były jego kontakty ze światem literackim i artystycznym Warszawy. W jego domu przy ul. Kanonia 8 bywali m.in.: Bolesław Prus, Stefan Żeromski, Felicjan Faleński, Władysław Reymont, Kazimierz Przerwa-Tetmajer, Bolesław Leśmian, Antoni Lange, Wojciech Kossak, Jan Lechoń i inni. Napisał wiele utworów dla dzieci. Dzięki prostocie i melodyjności uczynił bajkę dla dzieci swoistym dziełem sztuki. Zajmował się również redagowaniem kalendarzy, almanachów i zbiorów poezji. Był członkiem Straży Piśmiennictwa Polskiego, troszczącej się o rozwój kultury i nieskazitelność polszczyzny, a także członkiem honorowym Towarzystwa Literatów i Dziennikarzy Polskich. W odpowiedzi na deklarację wodza naczelnego wojsk rosyjskich wielkiego księcia Mikołaja Mikołajewicza Romanowa z 14 sierpnia 1914 roku, podpisał telegram dziękczynny, głoszący m.in., że krew synów Polski, przelana łącznie z krwią synów Rosyi w walce ze wspólnym wrogiem, stanie się największą rękojmią nowego życia w pokoju i przyjaźni dwóch narodów słowiańskich.
W 1920 zaciągnął się jako szeregowiec do piechoty. 27 lutego 1921 Minister Spraw Wojskowych, generał porucznik Kazimierz Sosnkowski mianował go, „warunkowo, aż do wyjaśnienia sprawy jego przyjęcia do wojska, naczelnym redaktorem pisma «Żołnierz Polski»”. 1 czerwca 1921 pełnił służbę w Oddziale III Naukowo-Szkolnym Sztabu Ministerstwa Spraw Wojskowych, pozostając na ewidencji 5 pułku piechoty Legionów. 3 maja 1922 został zweryfikowany w stopniu majora ze starszeństwem z dniem 1 czerwca 1919 i 1. lokatą w korpusie oficerów administracji, dział naukowo-oświatowy. W latach 1923–1924 pełnił służbę w Wojskowym Instytucie Naukowo-Wydawniczym w Warszawie, kierowanym przez pułkownika Wacława Tokarza. 31 marca 1924 awansował na podpułkownika ze starszeństwem z dniem 1 lipca 1923 i 1. lokatą w korpusie oficerów administracji, dział naukowo-oświatowy. Z dniem 31 stycznia 1925 został przeniesiony w stan spoczynku.
Jego patriotyczne wiersze deklamowano na różnych koncertach, akademiach, inauguracjach. W 1928 otrzymał nagrodę literacką miasta Warszawa. W 1930 wyszły jego Śpiewy historyczne i Pieśń o Rynku i zaułkach. Ostatnim jego wierszem był utwór pt. Ostatnie strzały... Pod koniec życia przeniósł się ze Starego Miasta na Żoliborz. Zmarł 4 listopada 1931 w Warszawie. Został pochowany w alei zasłużonych (grób 7) na cmentarzu Powązkowskim. Nad jego grobem Jan Lorentowicz powiedział: Odszedł w zaświaty poeta, który w ciągu czterdziestu kilku lat swego życia twórczego miał jedną tylko namiętność: bezgraniczne ukochanie Ojczyzny. Pośmiertnie w 1936 ukazał się zbiór jego wierszy żołnierskich Służba poety.

## Utwory
Legendy warszawskie:
- Syrena
- Kościół Marii Panny
- Bazyliszek
- Chrystus cudowny u Fary
- Zbójcy
- Złota kaczka

Pozostałe:
- O chciwym Macieju, kusym Niemczyku i zaklętych skarbach na zaklętej górze
- Wiersze: Lis i bocian, Baśń o grzybowych ludkach, Kruk i lis, Lis i kurka
- Wiersze o Starym Mieście
- Berek Jawor
- Dachy
- Dzwonnik Kacper Dławiduda
- Gdy wieczorna spływa chwila złota...
- Grajek
- Gołębie
- Kanonia
- Kamienne Schodki
- Konsyliarz Barnaba-Walenty
- Maciej Flisak
- Maciejowa i Bartłomiej
- O Jasiu Dręczycielu, o Józiu Gapciu, o Cesi Cmokosi i o spalonej Zosi
- Ostatni klasyk
- Piwnica Fukierowska
- „Pod Syreną”
- „Rok 1918”
- Rynek Starego Miasta
- Rynek Staromiejski
- Stare Miasto
- Stary aktor
- Stary dom
- Stary kapral
- Sień
- Szeroki Dunaj
- Trzy boginie
- Zapalają latarnie
- Zaułki ze zbioru wierszy Artura Oppmana „Pieśń o Rynku i Zaułkach[10]”
- Baśń o szopce
- Wiersz pt. „Krzyż Virtuti”

## Ordery i odznaczenia
- Krzyż Oficerski Orderu Odrodzenia Polski (2 maja 1922)[14][15]
- Złoty Krzyż Zasługi (28 września 1925)[16]
- Krzyż Oficerski Orderu Gwiazdy Rumunii (Rumunia)
- Krzyż Kawalerski Orderu Legii Honorowej (Francja)
- Order Oficera Wychowania Publicznego (franc. Officier de l’instruction publique)

## Upamiętnienie
W maju 1961 roku na kamienicy przy ul. Kanonia 8, w której mieszkał Artur Oppman, wmurowano tablicę pamiątkową.
Od 24 listopada 1961 ulica w Warszawie na terenie dzielnicy Żoliborz nosi nazwę ulicy Or-Ota. Ulica o analogicznej nazwie znajduje się również w Częstochowie. Natomiast ulice o pełnym brzmieniu imienia i nazwiska tego poety znajdują się we Wrocławiu, Łodzi i Poznaniu.